# 美國國家棒球名人堂暨博物館

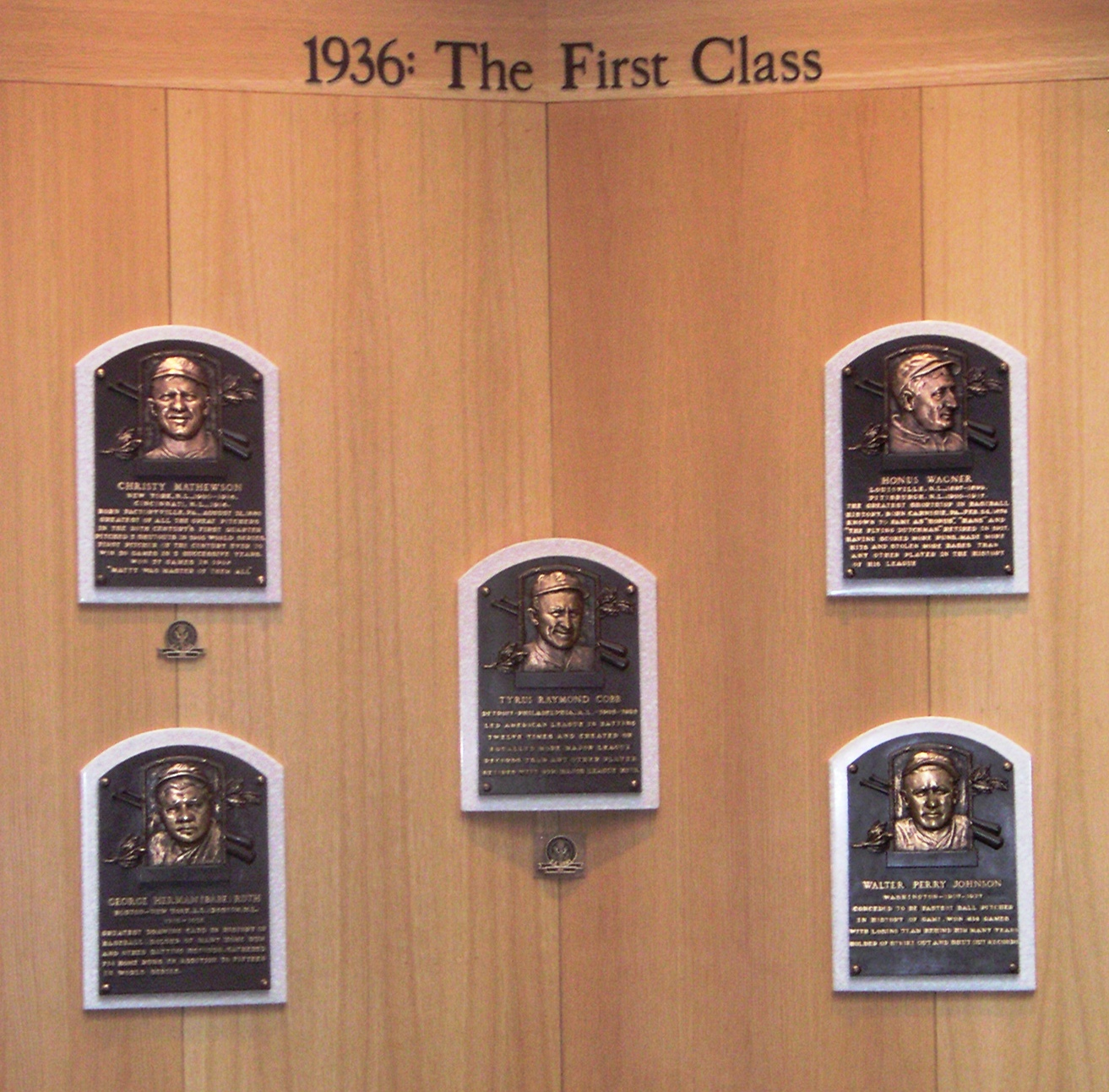
1936年首批被選入的五位球星：克里斯提·馬修森（左上）、貝比魯斯（左下）、泰·柯布（中央）、何那斯·華格納（右上）、華特·強森（右下）

美國國家棒球名人堂暨博物館（英語：National Baseball Hall of Fame and Museum）簡稱棒球名人堂（縮寫：HOF），是位於美國紐約州古柏鎮的棒球博物館，於1933年6月12日由勝家裁縫機公司的資金成立的克拉克基金會所設立。於1936年選入了首批名人堂成員，有貝比·魯斯（Babe Ruth 41歲）、泰·柯布（Tyrus Cobb 50歲）、華特·強森（Walter Johnson 49歲）、克里斯提·馬修森（Christopher Mathewson）與何那斯·華格納（Honus Wagner 62歲）等五位球員，其中克里斯提·馬修森已於1925年病逝，倘若他仍在世，該年他為56歲，他也成了首位獲得追頒此殊榮的得獎者。至2019年為止，一共有329位被選入，包括230位球員、35名黑人聯盟球員、22位教練、10位裁判與32位棒球先驅和行政人員。
有時會以博物館所在地「古柏鎮」來代稱名人堂。

## 入選資格
- 球員必須要至少有十年以上大聯盟資歷，並至少要在退休後五年才有票選資格，而要進入名人堂必須要獲得全美棒球記者協會會員75%的同意票。
- 此外，凡該年得票率低於5％，或連續10年未入選者即喪失名人堂資格，須獲得名人堂資深委員會的推薦才有機會。

## 外部連結
- Official website （页面存档备份，存于）
- Hall of Fame History （页面存档备份，存于） from Major League Baseball
- MLB Awards and Baseball Hall of Fame Results （页面存档备份，存于）. Baseball-Reference.com (including HOF inductees, Hall of Famer Batting and Pitching Stats, HOF Ballot and Voting Summaries, Projected or Official Ballots for 2012 to 2015, Voting Results for 1936 to present, and "Most times in the All-Star Game")
- Dodd, Mike. . USA Today. July 23, 1999  [2010-09-01]. （原始内容存档于2010-11-16）.